# Solms (Familienname)
Solms ist ein deutscher Familienname.

## Namensträger

### A
- Adolph Ludwig zu Solms (1706–1760), deutscher Rittergutsbesitzer und Kammerherr
- Agnes zu Solms-Laubach (1578–1602), Landgräfin von Hessen-Kassel
- Alexander zu Solms-Braunfels (1807–1867), preußischer Generalmajor
- Amalie Gräfin zu Solms (1820–1900), deutsche Mäzenatin
- Arnold von Solms († 1296), Bischof des Bistums Bamberg
- August zu Solms-Wildenfels (1823–1918), deutscher Generalleutnant

### C
- Christian Ernst von Solms (1706–1748), preußischer Landrat
- Christoph Heinrich Friedrich zu Solms (1741–1829), deutscher Kammerherr

### E
- Eberhard zu Solms-Lich (1530–1600), Landdrost des Herzogtums Westfalen
- Eberhard zu Solms-Sonnenwalde (1825–1912), deutscher Diplomat

### F
- Feodora zu Solms (1920–2006), deutsche Leichtathletin und Olympiateilnehmerin
- Ferdinand zu Solms-Braunfels (1797–1873), deutscher Standesherr
- Ferdinand zu Solms-Hohensolms-Lich (1886–1918), deutscher Aristokrat und Offizier
- Ferdinand zu Solms-Hohensolms-Lich (1806–1876), deutscher Standesherr, Generalmajor und Abgeordneter
- Franz zu Solms-Rödelheim (Politiker, 1796) (1796–1852), deutscher Soldat und Politiker, MdL Hessen
- Franz zu Solms-Rödelheim (Politiker, 1864) (1864–1923), deutscher Gutsbesitzer und Politiker, MdL Hessen
- Friedrich zu Solms-Laubach (1769–1822), Mitglied des Reichshofrates, preußischer Beamter und Oberpräsident der Provinz Jülich-Kleve-Berg
- Friedrich zu Solms-Laubach (1833–1900) (1833–1900), hessischer Standesherr und Reichstagsabgeordneter
- Friedrich zu Solms-Baruth (Politiker, 1795) (1795–1879), deutscher Politiker
- Friedrich zu Solms-Baruth (Politiker, 1821) (1821–1904), deutscher Politiker, Mitglied des Reichstags
- Friedrich zu Solms-Baruth (Politiker, 1853), deutscher Politiker und Kämmerer, Mitglied des preußischen Herrenhauses
- Friedrich zu Solms-Baruth (1886–1951), deutscher Adliger und Widerstandskämpfer
- Friedrich zu Solms-Rödelheim (Kämmerer) (1574–1649), deutscher Offizier und Hofbeamter
- Friedrich zu Solms-Rödelheim (General) (1791–1859), preußischer Generalmajor
- Friedrich zu Solms-Rödelheim (Politiker) (1827–1883), deutscher Gutsbesitzer und Politiker
- Friedrich zu Solms-Rösa (1800–1879), Landtagsabgeordneter, Oberhofjägermeister und Rittergutsbesitzer
- Friedrich Alexander zu Solms-Hohensolms-Lich (1763–1830), preußischer Generalmajor und Gouverneur des Generalgouvernements Berg
- Friedrich Christoph zu Solms-Wildenfels (1712–1792), kursächsischer General der Infanterie
- Friedrich Ludwig zu Solms-Rösa (1829–1906), deutscher Rittergutsbesitzer und Landrat
- Friedrich Ludwig zu Solms-Wildenfels und Tecklenburg (1708–1789), deutscher Staatsmann, Diplomat und Offizier
- Friedrich Magnus I. zu Solms-Wildenfels (1743–1801), deutscher Reichsgraf, Besitzer der Herrschaft Wildenfels und Mitglied der Sächsischen Landstände
- Friedrich Magnus II. zu Solms-Wildenfels (1777–1857), Besitzer der Herrschaft Wildenfels und Mitglied des Sächsischen Landtags
- Friedrich Magnus III. zu Solms-Wildenfels (1811–1883), Besitzer der Herrschaft Wildenfels und Mitglied des Sächsischen Landtags
- Friedrich Magnus IV. zu Solms-Wildenfels (1847–1910), Besitzer der Herrschaft Wildenfels und Mitglied des Sächsischen Landtags
- Friedrich Magnus V. zu Solms-Wildenfels (1886–1945), Besitzer der Herrschaft Wildenfels und Mitglied des Sächsischen Landtags
- Friedrich Wilhelm zu Solms-Braunfels (1696–1761), Fürst zu Solms-Braunfels, siehe Friedrich Wilhelm (Solms-Braunfels)
- Friedrich Eberhard zu Solms-Sonnenwalde (1691–1752), kaiserlicher Wirklicher Geheimer Rat und Standesherr in der Niederlausitz

### G
- Georg Eberhard von Solms (1563–1602), Herr zu Münzenberg sowie Obrist im Achtzigjährigen Krieg

- Georg zu Solms-Braunfels (1836–1891), hessischer Standesherr
- Georg Friedrich zu Solms-Braunfels (1890–1970), letzter Fürst zu Solms-Braunfels
- Georg Friedrich zu Solms-Laubach (1899–1969), hessischer Standesherr und Abgeordneter, siehe Georg Friedrich (Solms-Laubach)
- Georg Ludwig zu Solms-Rödelheim (1664–1716), kurbrandenburgischer Generalmajor

### H
- Hans-Joachim Solms (* 1953), deutscher Mediävist und Mitautor einer Frühneuhochdeutschen Grammatik
- Heinrich von Solms († 1407), Dompropst im Bistum Münster
- Heinrich Wilhelm von Solms-Laubach (1583–1632), General im Dreißigjährigen Krieg
- Heinrich Wilhelm zu Solms-Wildenfels-Laubach (1675–1741), deutscher Standesherr und Generalmajor
- Herbert Fischer-Solms (1946–2022), deutscher Sportjournalist
- Hermann zu Solms-Braunfels (1845–1900), hessischer Standesherr, Erbprinz und Mitglied des Deutschen Reichstags
- Hermann zu Solms-Hohensolms-Lich (1838–1899), deutscher Standesherr und Politiker
- Hermann Otto zu Solms-Hohensolms-Lich (* 1940), deutscher Politiker, Schatzmeister der FDP sowie Vizepräsident und Alterspräsident des Deutschen Bundestags, siehe Hermann Otto Solms
- Hermann zu Solms-Laubach (1842–1915), hessischer und deutscher Botaniker

### J
- Johann zu Solms (1464–1483), Erbprinz von Solms-Hohensolms-Lich
- Johann August von Solms-Rödelheim (1623–1680), Regent zu Rödelheim und Assenheim

### K
- Karl zu Solms-Hohensolms-Lich (1866–1920), deutscher Politiker
- Karl zu Solms-Laubach (1870–1945), deutscher Verwaltungsbeamter
- Karl zu Solms-Rödelheim (1790–1844), hessischer Standesherr und Gutsbesitzer

### L
- Lisa von Solms († 1409), Äbtissin im Stift Nottuln
- Lorna zu Solms (* 2001), deutsche Schauspielerin

### M
- Mark Solms (* 1961), südafrikanischer Neurowissenschaftler und Psychoanalytiker
- Max zu Solms (1893–1968), deutscher Soziologe
- Max Ernst zu Solms-Rödelheim (1910–1993), deutscher Soziologe
- Maximilian zu Solms-Rödelheim (1826–1892), deutscher Standesherr und Politiker, MdL Hessen

### O
- Otto von Solms († 1359), Domherr im Bistum Münster
- Otto zu Solms-Laubach (1496–1522), Graf von Solms-Laubach
- Otto II. zu Solms-Laubach (1799–1872), deutscher Politiker, siehe Otto II. (Solms-Laubach)
- Otto (III.) zu Solms-Laubach (1860–1904), deutscher Politiker, siehe Otto III. (Solms-Laubach)
- Otto zu Solms-Rödelheim (1829–1904), preußischer Politiker und Gutsbesitzer
- Otto zu Solms-Sonnenwalde (1845–1886), deutscher Offizier, Rittmeister und Abgeordneter
- Otto Heinrich Ludwig zu Solms (Otto Heinrich Ludwig Graf zu Solms-Sonnewalde; 1740–1814), kurfürstlich-sächsischer und königlich-sächsischer Geheimer Rat und Rittergutsbesitzer sowie Standesherr

### P
- Philipp Reinhard I. zu Solms-Hohensolms-Lich (1593–1635), Akteur im Dreißigjährigen Krieg

### R
- Reinhard zu Solms (1491–1562), deutscher Heerführer, Militäringenieur und Militärtheoretiker
- Reinhard zu Solms-Laubach (1801–1870), preußischer Generalmajor
- Reinhard Ludwig zu Solms-Hohensolms-Lich (1867–1951), deutscher Politiker, Offizier und Abgeordneter

### S
- Simon von Solms (Domherr, † 1384), Domherr in Münster
- Simon von Solms (Domherr, † 1398), Domherr in Münster, Domdechant in Köln
- Sophie von Solms-Laubach (1594–1651), Ehefrau von Markgraf Joachim Ernst von Brandenburg-Ansbach

### T
- Theodor zu Solms-Sonnenwalde (1814–1890), deutscher Standesherr

### V
- Victor Friedrich von Solms-Sonnenwalde (1730–1783), deutscher Diplomat
- Volrath zu Solms-Rödelheim (1762–1818), Dichter und Freimaurer

### W
- Wilhelm Solms (Germanist) (1937–2024), deutscher Germanist
- Wilhelm I. zu Solms-Greifenstein (1570–1635), Regent der Grafschaft Solms-Braunfels
- Wilhelm II. zu Solms-Greifenstein (1609–1676), Regent der Grafschaft Solms-Braunfels
- Wilhelm zu Solms-Laubach (1861–1936), deutscher Verwaltungsbeamter
- Wilhelm zu Solms-Rödelheim (1914–1996), österreichischer Psychiater und Psychoanalytiker
- Wilhelm zu Solms-Rösa (1828–1904), Landtagsabgeordneter, Kreistagsabgeordneter, Hausminister, Landrat und Tierfreund
- Wilhelm zu Solms-Sonnenwalde (1787–1859), preußischer Standesherr und Politiker
- Wilhelm zu Solms-Braunfels (1801–1868), preußischer Generalleutnant
- Wilhelm Christian Karl zu Solms-Braunfels (1759–1837), preußischer Generalmajor und hessischer Abgeordneter, siehe Wilhelm (Solms-Braunfels)
- Wilhelm Moritz zu Solms-Braunfels (1651–1724), regierender Graf und Staatsminister. siehe Wilhelm Moritz (Solms-Braunfels)